# Lago di Köyceğiz
Il lago di Köyceğiz (in turco: Köyceğiz Gölü) è un lago nel sud-ovest della Turchia, situato nella provincia di Muğla, nella regione storica della Caria.
Il lago si trova a 20 km a ovest di Dalaman e a circa 5 km dalla costa mediterranea, ed è uno dei laghi costieri più grandi del paese. Si trova in una pianura alluvionale, la pianura di Dalyan-Köyceğiz. Ha una superficie di 52 km² e si trova a un'altitudine di 8 m.s.l.m..
La cittadina di Köyceğiz si trova sulla riva settentrionale del lago. Il lago è drenato attraverso il canale di Dalyan (la cui lunghezza è di 14 km) fino al Mar Mediterraneo. Tra il mare e il lago si estendono una zona umida, che si trova all'interno della Riserva Naturale di Dalyan Köyceğiz, e la città di Dalyan.

## Caratterizzazione

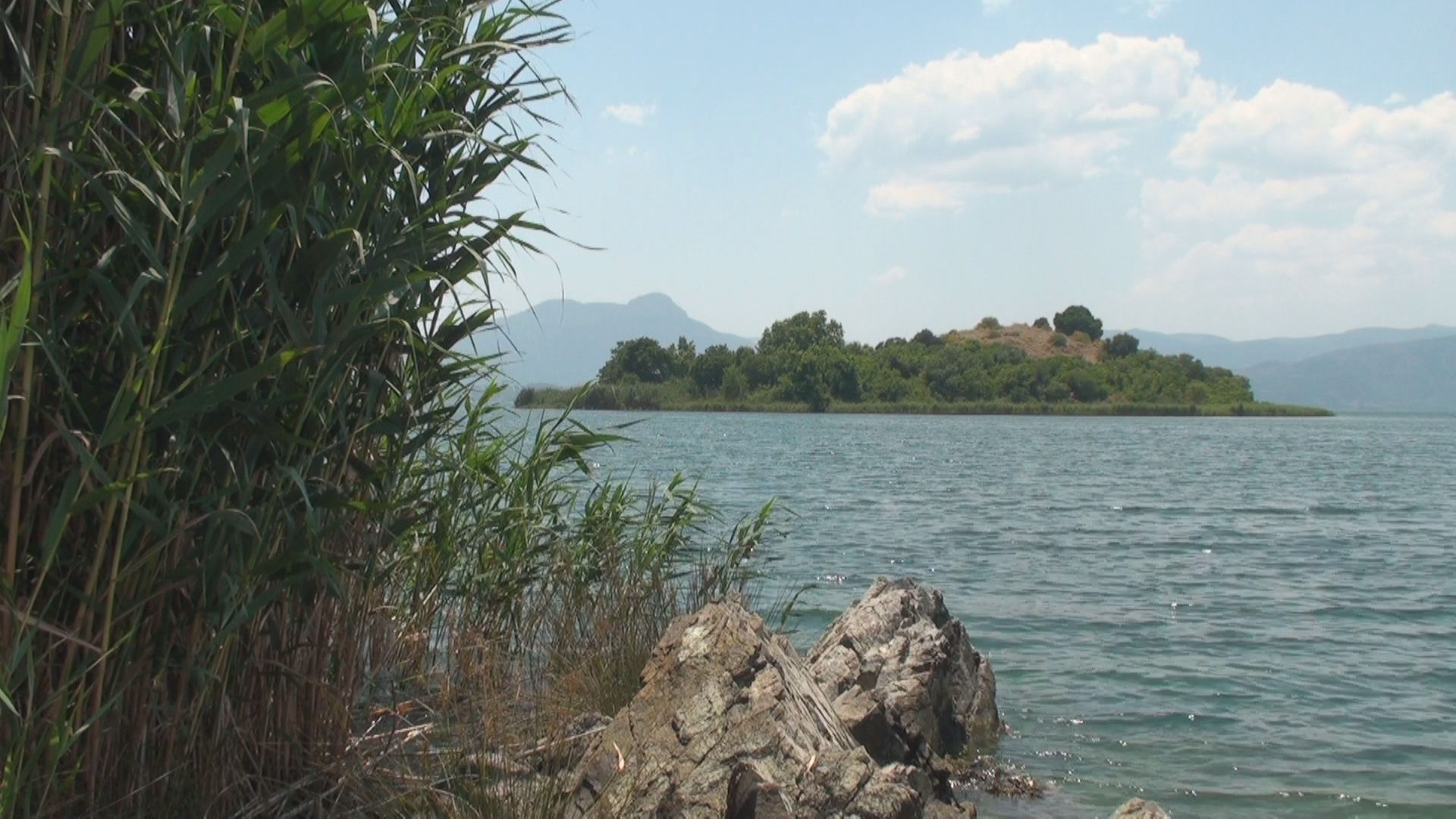
Isola nel lago di Köyceğiz

Il lago è alimentato dai fiumi Namnam e Yuvarlakçay e da numerosi ruscelli di montagna. L'acqua dei ruscelli, l'acqua di fusione e pozzi d'acqua dolce si mescolano con l'acqua calda e solforosa che viene rilasciata da una faglia e l'acqua leggermente salmastra e ossigenata che scorre a monte con la marea crescente. La profondità del lago varia da 20 a 60 metri. Il lago abbonda di pesci.
A nord-est e sud-est del lago di Köyceğiz ci sono pianure, mentre altre parti sono circondate da colline. Le più alte sono il monte Ölemez (937 metri) a sud-ovest e il Bozburun Tepesi (556 metri) a sud. Nel lago sorgono cinque isole disabitate, una delle quali è conosciuta come Hapishane Adası, "isola della Prigione". Inizialmente l'isola fu utilizzata per scopi militari, poi trasformata in un'isola prigione. La prigione non è più in uso in quanto tale e abbandonata.

## Geologia

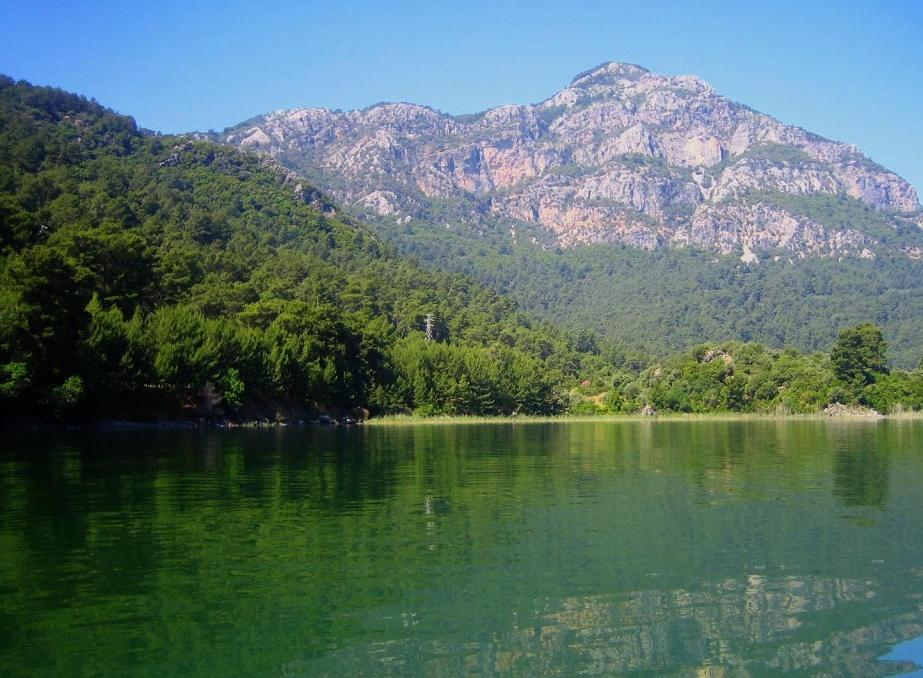
Veduta parziale del lago

Il lago si formò circa 7500 anni fa, quando l'intera parte orientale del Mediterraneo fu colpita da terremoti. Sul lato sud del lago Köyceğiz, c'è una linea di faglia NW - SE, delimitata da numerose sorgenti termali sulfuree, tra le quali le terme di Sultaniye.

## L'area di protezione speciale

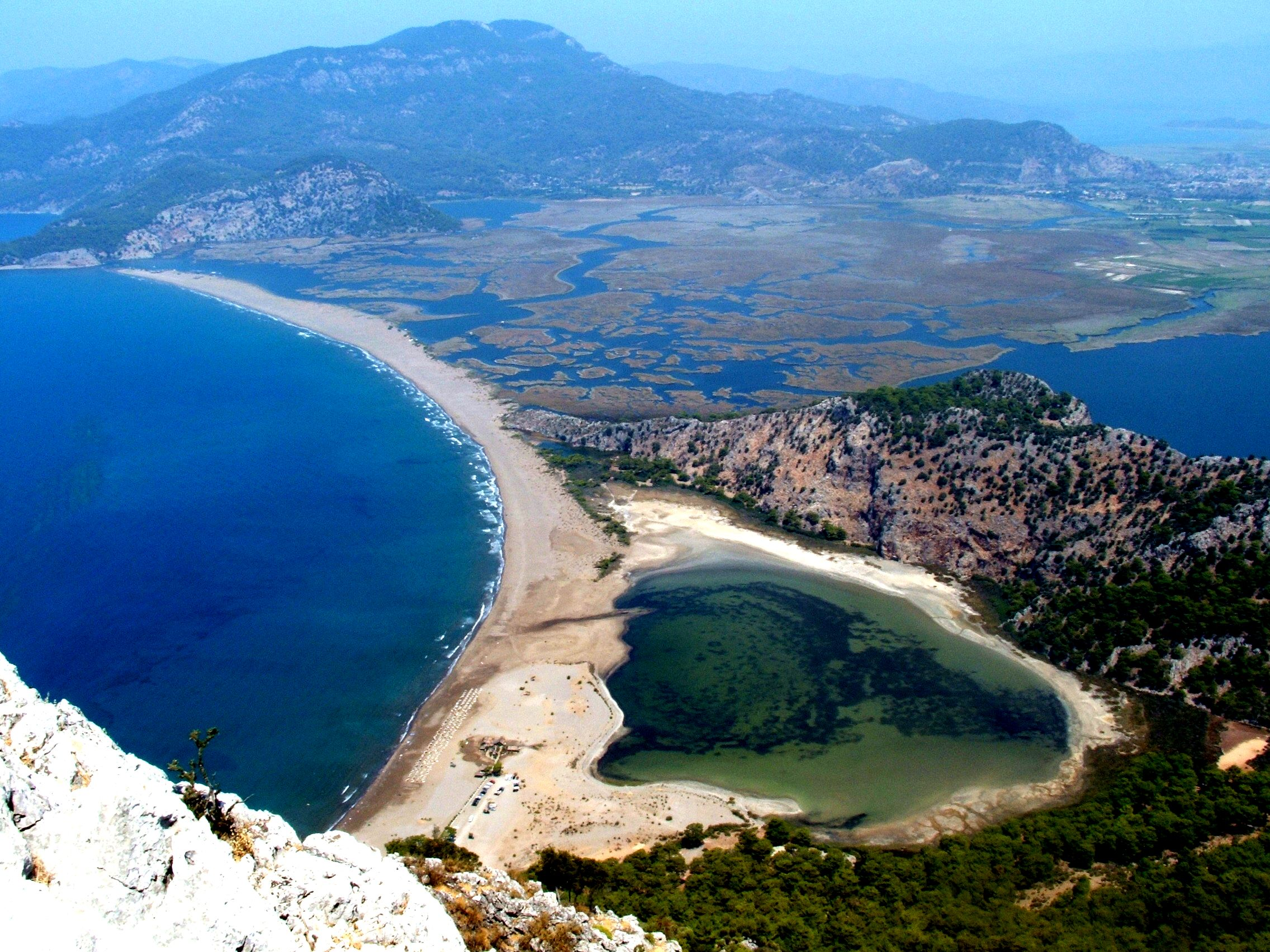
A sinistra il Mediterraneo, a destra l'estremità meridionale del lago di Köyceğiz

Il lago si è evoluto in un'area ecologicamente importante. Insieme alle sue rive e al bacino del Dalyan comprende l'area speciale di protezione ambientale di Köyceğiz-Dalyan.
Sulle rive a nord di Sultaniye, a nord-ovest di Hamitköy, a Köyceğiz, a Kavakarası e a Tepearası, ci sono ancora vaste foreste paludose con l'endemico albero della gomma orientale. La specie si trova principalmente nella provincia di Muğla, vicino a Marmaris e nell'area speciale di Köyceğiz-Dalyan. Le piccole zone umide intorno al lago sono interessanti per la loro avifauna. L'area attira molti osservatori di uccelli. L'area è anche ricca di rettili (tartarughe, testuggini, tartarughe d'acqua dolce, serpenti) e insetti (libellule, damigelle). Tra le specie ittiche presenti nel lago vi sono due ghiozzi nani endemici, Knipowitschia byblisia e K. caunosi, che sono stati descritti scientificamente solo nel 2011.